# Телль-Биса
Телль-Биса (араб. تلبيسة‎) — город на западе Сирии, расположенный на территории мухафазы Хомс. Входит в состав района Эр-Растан.

## География
Город находится в северо-западной части мухафазы, к востоку от реки Оронт, на высоте 455 метров над уровнем моря.

Телль-Биса расположена на расстоянии приблизительно 7 километров к северу от Хомса, административного центра провинции и на расстоянии 145 километров к северо-северо-востоку (NNE) от Дамаска, столицы страны. Ближайший гражданский аэропорт расположен в городе Латакия.

## История

### Гражданская война
В ходе войны в Сирии город был захвачен Свободной сирийской армией, выступающей против правительства Башара Асада. Во время войны в городе не было света и воды. 11 мая 2018 года боевики вели сдачу оружия представителям правительства Сирийской Арабской Республики.

## Население
По оценочным данным 2003 года численность населения города составляла 36 345 человек.
Динамика численности населения города по годам:
| 2003   | 2013   |
| ------ | ------ |
| 36 345 | 45 853 |

Во время захвата города террористами в нем жили 5000 семей. В начале августа 2018 года, через три месяца после освобождения города, его население составляло 12 000 семей.

## Здравоохранение
В городе действует поликлиника.